# Джим Варни
Джеймс Алберт „Джим“ Варни, Младши  (на английски: James Albert „Jim“ Varney, Jr.; 15 юни 1949 – 10 февруари 2000) е американски актьор, комик и писател. Известен с ролята на Ърнест П. Уоръл, която е използвана в много телевизионни рекламни кампании и филми, които му дават световна известност. Известен е и с ролята си на Джид Клъмпет във филма „Селяндури в Бевърли Хилс“ (1993). Също така озвучава Слинки в първите два филма от поредицата „Играта на играчките“.

## Младост
Роден е на 15 юни 1949 година в окръг Пайк (Кентъки), където израства. Той е четвъртото дете и единствен син на Джеймс Алберт Варни Старши и Нанси Луис Варни (Хауърд по баща).
Като дете Варни показва способността си да запомня дълги стихотворения и значителни пасажи от книги, които използва да забавлява семейството и приятелите си. Когато Варни е дете, майка му му пуска анимационни филми на черно-белия им телевизор. Тя забелязва, че Варни бързо започва да имитира анимационните герои, затова на 8-годишна възраст го записва в детски театър. Варни започва да се интересува от театъра като тийнейджър, той печели щатски титли в състезания по драма докато учи в гимназия Лафайет (випуск 1968 г.) в Лексингтън. На 15-годишна възраст той изиграва Ебенизър Скрудж в постановка на местен театър, а на 17-годишна възраст той вече играе професионално в нощни клубове и кафенета.
Варни изучава Шекспир в Бартър Тиътър в Абингтън, щата Вирджиния, и играе във фолклорно шоу на Оприленд в първите години от откриването му през 70-те.
Той назовава бившата си учителка, Телма Билър, като един от основните фактори за това да стане актьор. На 24-годишна възраст Варни е актьор в театъра Пионийр Плейхаус в Данвил, Кентъки. Театърът бил срещу старо каубойско селце, където публиката обичала да се разхожда преди представлението, а новаците играели като жители. Варни и колегите му обикновено играят в открития театър пред публика от само няколко десетки души. Варни забавлява новаците като хвърля и забива ножове в дървета.

## Кариера

### Телевизионни реклами
Първата реклама с участието на Варни като героя Ърнест, заснета през 1980 г., рекламира появата на Мажуретките на Далас Каубойс в Бийч Бенд Парк, увеселителен парк разположен в близост до Боулинг Грийн, Кентъки. Дадено е право на героя да се използва на пазари от цялата страна и е често използван от мандри за рекламиране на млечни продукти.

### Популярността на Ърнест
Героят на Варни Ърнест се оказва толкова популярен, че се завърта и под формата на телевизионен сериал, Hey Vern, It's Ernest! и серия филми през 80-те и 90-те. „Ърнест отива на къмпинг“ (1987) донася на Варни номинация за „Най-лоша нова звезда“ на наградите Златна малинка през 1987, но филмът става хит, с приходи от 25 милиона долара в бокс офиса.
През 1989 г. Варни печели награда „Еми“ за ролята си в сериала Hey Vern, It's Ernest (1988). Варни и двата пъти в ролята на Ърнест, първо бива номиниран за Златна малинка през 1988, а година след това печели награда „Еми“ през 1989 г.
Други филми с Ърнест са „Ърнест отива на къмпинг“ (1987), „Ърнест, изплашен глупак“ (1991), „Ърнест отива на училище“ (1994), „Ърнест баскетболист“ (1995) и „Ърнест в Армията“ (1998).

### Други роли
Варни имал установена актьорска кариера преди появата на Ърнест. През 1976, Варни е редовен член на актьорския състав на телевизионното предаване Johnny Cash and Friends. Той също играе като повтарящ се гост на изкуственото вечерно токшоу Fernwood 2 Night. От 1977 до 1979, Варни участва в телевизионната версия на Operation Petticoat. А точно преди работата му като Ърнест, той е част от актьорския състав на известния телевизионен провал Pink Lady and Jeff.
От 1983 до 1984 г. Варни играе като Еван Ърп, по-малкия брат на красавеца Чад Еверет в комедийната драма и екшън, The Rousters, създаден от Стивън Канел, за потомците на Уайът Ърп, семейство от ловци на глави и бодигарди на увеселителни паркове. В ролята на Еван Ърп Варни играе като гениален изобретател и мошеник, който непрекъснато се забърква в комедийни бели с хората около него, които са готови да го линчуват. Въпреки че сериалът е обещаващ, той се проваля след първия сезон, поради нередовното му излъчване.
Варни е сниман в музикалното видео на Hank Williams, Jr. - "All My Rowdy Friends Are Coming Over Tonight", където за кратко е показан да язди бик, който се води от млада дама, а малко по-късно в басейн с две млади девойки.
През 1985 г. Варни е един от водещите на новогодишната програма на HBO, заедно с Джони Кеш и Крис Кристофърсън. Варни също изиграва Джид Клъмпет във филма Селяндури в Бевърли Хилс (1993 г.), също така играе като Рекс във филма Wilder Napalm, играе и като Руди Джеймс в Snowboard Academy. Има и малка роля в екшъна The Expert (1995) като дилър на оръжия на име Снейк.
Варни озвучава кучето Слинки във филма на Уолт Дисни Къмпани и Пиксар, Играта на играчките и Играта на играчките 2 от едноименната поредица, както и много други, включително „Готвача“ от Атлантида: Изгубената империя, пуснат година след смъртта на актьора. И служителя-измамник в лунапарка, Кудър, в епизод дванадесет на девети сезон от сериала Семейство Симпсън.
Според едно интервю един от последните проекти на Варни е бил филмов сценарий за легендарната вражда между семействата Хатфилд и Маккой, и заявява, че дядо му е ловувал катерици със семейство Маккой.

## Личен живот
Варни е женен два пъти, за Жаклин Дрю (1977 – 83) и Джейн Варни (1988 – 91). И двата брака завършват с развод, въпреки че остава приятел с бившата си жена Джейн до смъртта си. Тя става говорител на Варни и го съпровожда във филма на Пиксар от 1999 г. „Играта на играчките 2.“
На 6 декември 2013 г. племенникът на Джим Варни, Джъстин Лойд, публикува подробна биография за чичо си, озаглавена The Importance of Being Ernest: The Life of Actor Jim Varney (Stuff that Vern doesn't even know).

## Боледуване и смърт
Докато текат снимките на Treehouse Hostage през август 1998, Варни развива лоша кашлица. В началото се смята, че е хванал лоша настинка заради климата на мястото, където се снима филмът. Но с влошаването на кашлицата, Варни започва да забелязва кръв по кърпичката си и след завършването на филма, отива на лекар. Като заклет пушач, Варни развива рак на белите дробове. Заболяването бавно се влошава, но въпреки това Варни продължава да участва във филми. Говори се, че след определяне на диагнозата му, Варни изхвърля цигарите си и спира да пуши (Варни в образа на Ърнест записва реклама срещу пушенето още през 1980 г., която често е бъркана с това, че е заснета след диагнозата му).
Варни се връща в Тенеси, там той се подлага на химиотерапия с надеждата да надвие болестта. Въпреки това не успява и умира на 10 февруари 2000 г. на 50-годишна възраст, в дома си в Уайт Хаус, Тенеси, град, разположен северно от Нашвил. Погребан е в Лексингтън Семетери в Лексингтън, Кентъки. Филмът на Дисни, „Атлантида: Изгубената империя“, който е пуснат година след смъртта на актьора, е неговата последна роля, и е посветен на него.

## Филмография
| Година | Заглавие                                                   | Роля | Бележки                  |
| ------ | ---------------------------------------------------------- | --- | ------------------------ |
| 1982   | Spittin' Image                                             | Sheriff |                          |
| 1983   | Knowhutimean? Hey Vern, It's My Family Album               | Ernest P. Worrell / Davy Worrell & Company / Ace Worrell / Lloyd Worrell / Billy Boogie Worrell / Rhetch Worrell / Pop Worrell |                          |
| 1986   | Dr. Otto and the Riddle of the Gloom Beam                  | Dr. Otto / Ernest P. Worrell / Rudd Hardtact / Laughin' Jack / Guy Dandy / Auntie Nelda                                        |                          |
| 1986   | Ernest's Greatest Hits Volume 1 (The Ernest Film Festival) | Ърнест П. Уоръл |                          |
| 1987   | Ърнест отива на лагер                                      | Ърнест П. Уоръл |                          |
| 1987   | Hey Vern, Win $10,000...Or Just Count on Having Fun!       | Ърнест П. Уоръл |                          |
| 1988   | Ърнест спасява Коледа                                      | Ърнест П. Уоръл |                          |
| 1989   | Бърза храна                                                | Wrangler Bob Bundy |                          |
| 1990   | Ърнест попада в затвора                                    | Ърнест П. Уоръл |                          |
| 1991   | Ърнест, изплашен глупак                                    | Ърнест П. Уоръл |                          |
| 1992   | Ernest's Greatest Hits Volume 2                            | Ърнест П. Уоръл |                          |
| 1993   | Уайлдър Напалм                                             | Рекс |                          |
| 1993   | Селяндури в Бевърли Хилс                                   | Джед Клампет |                          |
| 1993   | Ърнест отново на път                                       | Ърнест П. Уоръл |                          |
| 1994   | Ърнест отива на училище                                    | Ърнест П. Уоръл |                          |
| 1995   | Slam Dunk Ernest                                           | Ърнест П. Уоръл |                          |
| 1995   | Експертът                                                  | Снейк |                          |
| 1995   | School Story                                               | Koby Boese | Само глас                |
| 1995   | Играта на играчките                                        | Слинки | Само глас                |
| 1995   | Bubba Goes Hunting                                         | Bubba |                          |
| 1996   | Сноуборд Академия                                          | Руди Джеймс |                          |
| 1997   | Blood, Friends and Money                                   | The Old Mariner |                          |
| 1997   | 100 Proof                                                  | Rae's Father |                          |
| 1997   | Ърнест отива в Африка                                      | Ърнест П. Уоръл |                          |
| 1997   | Желанията на Анабел                                        | Mr. Gus Holder | Само глас                |
| 1998   | Ърнест в армията                                           | Ърнест П. Уоръл |                          |
| 1998   | Трите нинджи: Битка в лунапарка                            | Лотър Цог |                          |
| 1999   | Existo                                                     | Marcel Horowitz |                          |
| 1999   | Treehouse Hostage                                          | Carl Banks |                          |
| 1999   | School Story 2                                             | Koby Boese | Само глас                |
| 1999   | Играта на играчките 2                                      | Слинки | Само глас                |
| 2001   | Тате и другите                                             | Хейзъл Монтгомъри |                          |
| 2001   | Атлантида: Изгубената империя                              | Готвача | Само глас, последен филм |

## Работа в телевизията
| Year      | Title                                     | Role                                | Notes |
| --------- | ----------------------------------------- | ----------------------------------- | --- |
| 1977      | Operation Petticoat                       | Doom & Gloom Broom                  | |
| 1977      | Fernwood 2 Night                          | Virgil Simms                        | Епизод: „Ethnic Myths“ Епизод: „Getting the Most from Your Warranty“ Епизод: „#1.46“ Епизод: „Battery Powered Car“ |
| 1978      | America 2-Night                           | Virgil Simms                        | Епизод: „Daredevil Virgil Simms“ Епизод: „Falafel-on-a-Stick“ Епизод: „The UBS Story“                              |
| 1978      | Operation Petticoat                       | Seaman 'Doom & Gloom' Broom         | 32 епизода |
| 1978      | Alice                                     | Milo Skinner                        | Епизод: „Better Never Than Later“                                                                                  |
| 1979      | Alan King's Third Annual Final Warning!   | Various                             | |
| 1980      | Pink Lady                                 | Various                             | Всички 6 епизода                                                                                                   |
| 1982 – 83 | „Pop! Goes the Country“                   | Епизоди, които не се знаят          | |
| 1983      | The Rousters                              | Evan Earp                           | Пилотен филм на телевизионния сериал                                                                               |
| 1983      | The Rousters                              | Evan Earp                           | Всички 13 епизода                                                                                                  |
| 1988      | Hey Vern, It's Ernest!                    | Ernest P. Worrell / Various         | |
| 1988 – 89 | Happy New Year, America                   | Ernest P. Worrell / Correspondent   | Новогодишно предаване на живо                                                                                      |
| 1989      | Ernest Goes to Splash Mountain            | Ernest P. Worrell                   | |
| 1990      | Disneyland                                | Ernest P. Worrell / Ernest's Father | Епизод: „Disneyland's 35th Anniversary Celebration“                                                                |
| 1990      | Disneyland's 35th Anniversary Celebration | Ernest P. Worrell                   | |
| 1994      | XXX's & OOO's                             | Cameo                               | |
| 1996      | Roseanne                                  | Prince Carlos                       | Епизод: „Someday My Prince Will Come“ Епизод: „Home Is Where the Afghan Is“                                        |
| 1997      | Duckman: Private Dick/Family Man          | Walt Evergreen                      | Само глас Епизод: „You've Come a Wrong Way, Baby“                                                                  |
| 1998      | The Simpsons                              | Кудър                               | Само глас Епизод: „Bart Carny“                                                                                     |

## Видео игри
| Година | Заглавие                                  | Роля    | Бележки   |
| ------ | ----------------------------------------- | ------- | --------- |
| 1996   | Toy Story Activity Center                 | Слинки  | Само глас |
| 1999   | Toy Story 2: Buzz Lightyear to the Rescue | Слинки  | Само глас |
| 2000   | Atlantis: The Lost Empire                 | Готвача | Само глас |